# 망우산
망우산(忘憂山)은 대한민국 경기도 구리시 교문1동과 서울특별시 중랑구 망우동 및 면목동에 걸쳐 있는 해발 281.7m의 산이다. 망우역사문화공원이 위치해 있다. 산 자체는 선캄브리아기의 호상 편마암으로 구성된다.